# Hochneukirchen-Gschaidt
Hochneukirchen-Gschaidt è un comune austriaco di 1 627 abitanti nel distretto di Wiener Neustadt-Land, in Bassa Austria; ha lo status di comune mercato (Marktgemeinde). È stato istituito nel 1970 con la fusione dei comuni soppressi di Gschaidt e Hochneukirchen; capoluogo comunale è Hochneukirchen.